# Samuel Doe
Samuel Kanyon Doe, (6 de maig de 1951 a Tuzón, Libèria - 9 setembre de 1990 a Monròvia, Libèria) va ser president de Libèria des de 1980 fins a 1990. El seu règim es va caracteritzar per ser una dictadura basada en l'etnicitat i per reprimir l'oposició política.
Doe, de l'ètnia krahn, una tribu rural de Libèria continental, va rebre entrenament de les Forces Especials de l'Exèrcit dels Estats Units. Els krahn són d'avantpassats purament africans, com la majoria de la població de Libèria. Aquesta majoria havia sofert una llarga repressió per l'elit americano-liberiana, que descendia dels esclaus nord-americans que van fundar Libèria el 1847.
Arribà al poder encapçalant un sagnant cop d'estat matant a l'anterior dictador William Richard Tolbert Jr i executant a diversos ministres del seu gabinet.
El general Thomas Quiwonkpa, qui havia estat líder del cop d'Estat de 1980 juntament amb Doe, va intentar prendre el poder el 12 de novembre de 1985; L'intent va fracassar després de lluitar a Monròvia en què Quiwonkpa va ser assassinat. Doe també va anunciar en una transmissió de ràdio i televisió en aquesta nació de l'Àfrica Occidental que qualsevol que es trobi en els carrers després d'un toc de queda a les 6 de la tarda serà considerat rebel i executat immediatament.
El govern corrupte i repressiu de Doe es va tornar encara més repressiu després de l'intent de cop d'Estat, tancant els diaris i prohibint l'activitat política. El maltractament per part del govern de certs grups ètnics, particularment el Gio (o Dan) i la Mà al nord (Quiwonkpa era un Gio ètnic), va donar lloc a divisions i violència entre les poblacions indígenes que fins llavors havien coexistit de manera relativament pacífica.
Charles Taylor, un antic aliat de Doe, va entrar a Libèria des Costa d'Ivori el 24 de desembre del 1989 per a iniciar una guerra de guerrilles contra ell. Taylor havia escapat d'una presó dels Estats Units en la qual va ingressar després que Doe li acusés de desfalc.

A mitjan 1990 la major part de Libèria estava controlada per faccions rebels. Doe va ser capturat a Monròvia per Prince Johnson el 9 de setembre de 1990 i va ser torturat abans de morir. La tortura es va gravar en vídeo i en aquestes gravacions s'aprecia a Doe amb ferros pressionant les seves cames. El vídeo mostra a Johnson bevent 1 cervesa Budweiser mentre li talla l'orella a Doe. Més tard va ser interrogat en estat moribund al voltant d'un riu amb grillons pressionant els seus cames i amb una mica estrany lligat al voltant del seu gland com s'aprecia en l'enregistrament, a la fin d'aquesta gravació és obligat a aixecar-se.